# Unione Sportiva Triestina 1951
Questa voce raccoglie le informazioni riguardanti l'Unione Sportiva Triestina nelle competizioni ufficiali della stagione 1951.

## Maglie e sponsor
| 1ª divisa |

## Rosa
| N° | Naz.              | Ruolo | Sportivo          |  |  |  |
| -- | ----------------- | ----- | ----------------- |  |  |  |
| ?  | Italia (bandiera) | E     | Emilio Bertuzzi   |  |  |  |
| ?  | Italia (bandiera) | E     | Ermanno Bertuzzi  |  |  |  |
| ?  | Italia (bandiera) | E     | Claudio Brezigar  |  |  |  |
| ?  | Italia (bandiera) | P     | Romano Cataletto  |  |  |  |
| ?  | Italia (bandiera) | E     | Mario Cergol      |  |  |  |
| ?  | Italia (bandiera) | E     | Antonio Cosentino |  |  |  |
| ?  | Italia (bandiera) | E     | Claudio Torrenti  |  |  |  |

- Allenatore:  Mario Cergol